# Short Brothers Shorland
Lo Short Brothers Shorland è un'autoblindo progettato per vari scopi, dalla pattuglia alla difesa aerea.
La Shorts progettò questo mezzo nel 1973 e l'anno successivo la produzione fu cominciata. Fin dall'inizio si sono continuate ad apportare migliorie e ne sono state prodotte 5 serie.
Ha avuto inoltre un grande successo nell'esportazione: ne sono stati venduti un numero elevato in circa 20 paesi.